# Parafia św. Apostołów Szymona i Judy Tadeusza w Jankowie Dolnym
Parafia Świętych Apostołów Szymona i Judy Tadeusza w Jankowie Dolnym jest jedną z 8 parafii leżącą w granicach dekanatu gnieźnieńskiego II. Erygowana w 1988. Kościół parafialny został wybudowany w latach 1995–2000.

## Dokumenty
Księgi metrykalne: 
- ochrzczonych od 1988 roku
- małżeństw od 1988 roku
- zmarłych od 1988 roku